# 人類圖

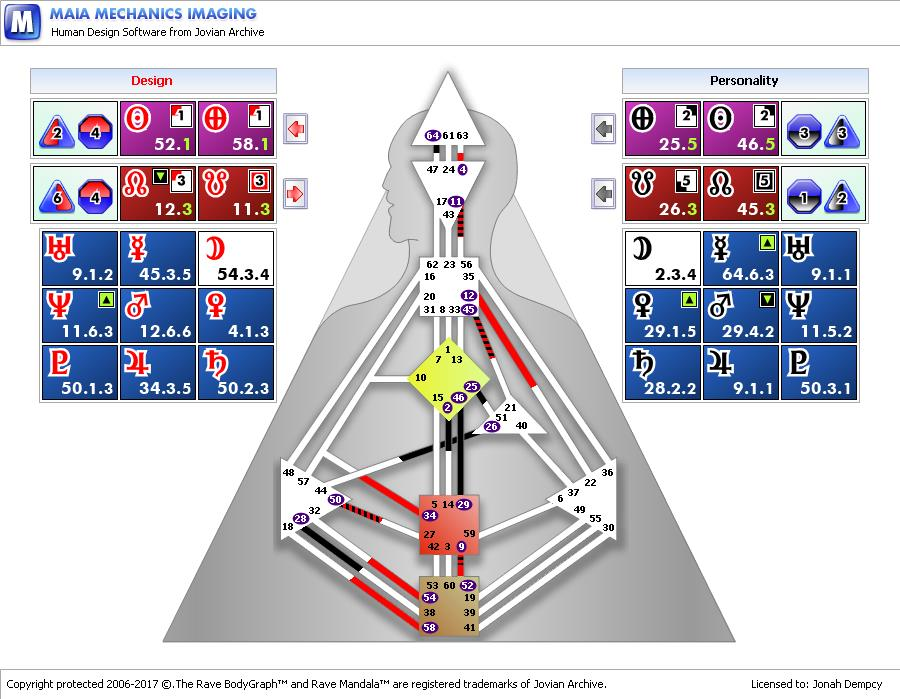
馬雅機制製圖軟體製作的人類圖人體圖

人類圖（英語：Human Design），是一種偽科學的新時代運動實踐，被描述為一個整體性的自我認知系統。他結合了占星術、易經、卡巴拉、吠陀哲學和現代物理學。

## 起源與目的
人類圖是由羅伯特·阿蘭·克拉科夫（Robert Alan Krakower）創立，他在1992年以化名Ra Uru Hu出版了名為《人類圖系統》的書。克拉科夫聲稱他是根據1987年的神秘經歷開發人類圖。

它聲稱是一種不具有特定宗教教義或關聯的自我認知方法。 然而，神學家 J. R. Hustwit 將其描述為一個「跨宗教項目」，其「規模令人驚嘆」，綜合了七種或更多傳統。 它也被描述為一種心理諮詢工具，以及「一張全面且個人化的能量和生命藍圖地圖，指引你邁向自我覺察、個人成長和賦權」。 它聲稱能促進「對身體、世代和跨維度智慧的深度連結」。

## 人類圖的要素
人類圖將人格分為五種能量類型，也被稱為氣場（Aura），每種類型都需要不同的策略來與世界和諧互動。這五種類型是：顯示者（Manifestors）、生產者（Generators）、顯示生產者（Manifesting Generators）、投射者（Projectors）和反映者（Reflectors）。每種類型都有其獨特的策略，一個展現其真實自我的特質，和一個展現其虛假自我的特質。人類圖特別專注於這種氣場動態視角，揭示影響生命結果的「自我」和「非自我」主題。
人類圖還映射了身體中的九個可能的能量中心。個人圖譜顯示哪些中心是「已定義的」，意味著它們是終身恆定且可靠的權威來源。對氣場類型和權威中心的分析，提供了個人與世界和宇宙介面的廣泛概覽。
在人類圖分析中，行星被顯示在一種稱為人體圖（bodygraph）的天宮圖中。人體圖在身體的各個位置上顯示了易經的64個卦象。它有時會在曼荼羅中展示，疊加在黃道十二宮上。